# Friedrich von Gmelin
Ludwig Friedrich Gottlieb Gmelin, seit 1833 von Gmelin (* 27. November 1784 in Tübingen; † 18. Oktober 1847 in Stuttgart) war ein deutscher Rechtswissenschaftler und Landtagsabgeordneter im Königreich Württemberg.

## Leben
Als zweiter Sohn des Tübinger Professors der Rechte Christian Gottlieb Gmelin (1749–1818) wurde Friedrich Gmelin am 27. November 1784 in Tübingen geboren. Unter seinen zehn Geschwistern war sein älterer Bruder Christian Heinrich Gmelin (1780–1824) Professor der Rechte in Bern und Tübingen und sein jüngerer Bruder Ludwig Otto Gmelin (1786–1855) württembergischer Verwaltungsbeamter und Politiker. Nach dem Besuch der Lateinschule in Tübingen studierte Gmelin von 1798 bis 1804 Rechtswissenschaften an den Universitäten in Tübingen und Landshut. 1804 promovierte Gmelin zum Doktor der Rechtswissenschaften. 1810 wurde er Prokurator des Obertribunals. 1832 erwählte man ihn zum Obertribunalrat. 1841 wurde er in den Geheimen Rat als außerordentliches Mitglied berufen, ein Jahr darauf wurde er sowohl ordentliches Mitglied dieses Rates als auch Staatsrat.

## Politik
1815 wurde Friedrich Gmelin als Abgeordneter des Oberamtsbezirks Freudenstadt in den württembergischen Landtag in Stuttgart gewählt. Gmelin war als einziges Mitglied der Städeversammlung von 1815 bis zu seinem Tod 1847 ununterbrochen Abgeordneter. Bis 1825 für Freudenstadt, von 1825 bis 1831 für Geislingen und seither für Nürtingen. In der Tätigkeit als Abgeordneter verweilte er bis zu seinem Tode am 18. Oktober 1847 in Stuttgart. Gmelin forderte eine neue Verfassung und war gegen den Verfassungsentwurf von 1817. 1819 versammelten sich erneut Befürworter einer neuen Verfassung, unter ihnen Gmelin als ständischer Kommissar, der neben weiteren königlichen Kommissaren am 23. September 1819 über die neue Verfassung beriet. Auf den folgenden Landtagen entwickelte Gmelin sich zu einem Führer der Majorität. Häufig berief man ihn in die Finanzkommission, und unter seiner Mithilfe entstand das Pfandgesetz in den Jahren 1825 bis 1828, anschließend die Ablösungsgesetze im Jahre 1836, die Strafgesetze von 1839 bis 1843 sowie von 1842 bis 1843 die Notariatsgesetze.

## Ehrungen
- 1833 Ritterkreuz des Ordens der Württembergischen Krone, womit der persönliche württembergische Adel verbunden war
- 1844 Kommenturkreuz 2. Klasse des Ordens der Württembergischen Krone
- 1846 Kommenturkreuz 2. Klasse des Friedrichs-Ordens